# Andrzej C. Leszczyński
Andrzej Cezary Leszczyński (ur. 1947) – polski filozof, wykładowca akademicki, autor tekstów z zakresu antropologii teatru, etyki i filozofii człowieka.

## Życiorys
W różnych okresach wykładowca akademicki na Uniwersytecie Gdańskim (kierownik Zakładu Etyki i Estetyki, Zakładu Etyki i Aksjologii, zastępca dyrektora Instytutu Filozofii i Socjologii), Akademii Medycznej w Gdańsku, Wyższej Szkole Społeczno-Ekonomicznej w Gdańsku (prorektor ds. studenckich), Sopockiej Szkole Wyższej (kierownik Zakładu Komunikacji Społecznej), Akademii Sztuk Pięknych w Gdańsku, Studiu Wokalno-Aktorskim im. Danuty Baduszkowej przy Teatrze Muzycznym w Gdyni.
Redaktor „Solidarności Walczącej”, Tygodnika Oddziału Trójmiasto SW. Twórca i redaktor „Gdańskiego Rocznika Teatralnego”. 
Twórca i redaktor „Przeglądu Naukowego” Wyższej Szkoły Społeczno-Ekonomicznej w Gdańsku. Redaktor „Centrum Edukacji Teatralnej, Kluby Gońca Teatralnego” – dodatku do „Gońca Teatralnego”.
Naczelny redaktor Studenckiej Agencji Radiowej w Gdańsku (1972-1974). Przewodniczący Zarządu Okręgowego Olimpiady Filozoficznej w Gdańsku (1993–2006). Prowadzi warsztaty teatralne (drama, trening komunikacji i ekspresji) w kraju i za granicą.
Autor pięciu książek oraz ponad 200 rozpraw, szkiców i tekstów popularnych, drukowanych m.in. w „Znaku”, „Więzi”, „Twórczości”, „Odrze”, „Studiach Filozoficznych”, „Toposie”, „Migotaniach”.
Odznaczony Srebrnym Krzyżem Zasługi (2002), Medalem Komisji Edukacji Narodowej (2008), Krzyżem Solidarności Walczącej (2010).

## Wybrane publikacje
- Ojciec człowieka. Szkice afiniczne (Słowo/obraz terytoria, Gdańsk 2012)
- Owoc tamtego grzechu (Myślnik, Gdańsk 2013)
- ”Najgłębsze, spokojne morskie dno”. Próby antropologiczne (Wyd. Naukowe Katedra, Gdańsk 2014)
- Okruchy (Stowarzyszenie Inicjatyw Obywatelskich Taka Gmina, Sztum 2022)
- Sprawy miłosne i inne (Fundacja Światło Literatury, Gdańsk 2023)

## Nagrody
- 2012 – Laureat Nagrody Prezydenta Miasta Gdańska w Dziedzinie Kultury[3]